# Jimmy Woo
Jimmy Woo ou James Woo é um agente secreto fictício sino-americano que aparece nos quadrinhos americanos publicados pela Marvel Comics. Criado pelo escritor da EC Comics Al Feldstein e pelo artista Joe Maneely, o personagem sino-americano apareceu pela primeira vez em Yellow Claw #1 em outubro de 1956.

## Biografia
Woo é um agente asiático-americano do FBI, designado principalmente para investigar e apreender sobre o mandarim chinês conhecido como Garra Amarela, O Garra Amarela, que tenta a dominação do mundo, durante um período ele foi temporariamente substituído por um modelo de vida chamariz (uma forma de humano artificial utilizado pela S.H.I.E.L.D.) da classe autoconsciente, renegada "Deltan", e passou por cinco desses corpos antes de morrer com outros LMDs arrependos. Woo reemergiu da estase, juntamente com outros oficiais de alto escalão que haviam sido levados e substituídos.
No Universo Ultimate ele é um agente da S.H.I.E.L.D, parceiro ativo da Sharon Carter a Agente 13, Nesta versão ele apareceu no quadrinho Ultimate Spider-man #16,em que ele e a Agente 13 capturar o Doutor Octopus.

## Agentes de Atlas

### 1958
Woo reuniu o grupo na primavera de 1958, com a missão de resgatar o presidente Dwight D. Eisenhower do vilão oriental Garra Amarela. Woo primeiro recrutou Vênus e Marvel Boy. Em seguida Namora, que não aceitou de primeira, o robô chamado M-11. o Homem-Gorila (Ken Hale) que também concordou em entrar para a equipe quando convidado pelo agente. O grupo rapidamente cumpriu a missão e resgatou o presidente Eisenhower. Continuaram juntos por seis meses até que o governo americano decidiu debandá-los e censurou todas as informações sobre eles.

### 2019
A partir da serie Guerra dos reinos uma nova formação da equipe apareceu apenas com heróis de origem asiática que alem do Agente Woo tinha Mestre do Kung Fu, Aero, Mestre das Espadas, Raposa Branca, Luna Snow, Wave, Teia de Seda, Crescente, IO e Amadeus Cho.

## Outras Mídias

### Animação
Woo aparece em Os Vingadores: Os Super-Heróis mais Poderosos da Terra,dublado por Nolan North

### Live-Action
Woo é um dos contatos vistos no celular Melinda May na serie Agentes da S.H.I.E.L.D. da Marvel.
Em Homem-Formiga e a Vespa dirigido por Peyton Reed, Randall Park faz o papel de Agente Woo.